# Lloyd Dyer
Lloyd Richard Dyer (* 13. September 1982 in Birmingham) ist ein englischer Fußballspieler.

## West Bromwich Albion
Der aus der eigenen Jugendakademie stammende Lloyd Dyer debütierte am 2. Oktober 2002 für West Bromwich Albion bei einer 1:3-Niederlage bei Wigan Athletic im League Cup 2002/03. In der Football League First Division 2003/04 kam er in siebzehn Ligaspielen zum Einsatz und erreichte mit seinem Team als Tabellenzweiter den Aufstieg in die Premier League. Nachdem er nur viermal in der Premier League 2004/05 eingesetzt worden war, wechselte er am 22. März 2005 auf Leihbasis bis zum Saisonende zum Zweitligisten Coventry City. Im September 2005 folgte eine weitere Ausleihe an die Queens Park Rangers.

## FC Millwall und Milton Keynes Dons
Am 27. Januar 2006 wechselte Dyer zum Zweitligisten FC Millwall. Nach nicht einmal zwei Monaten löste er den Vertrag jedoch vorzeitig auf und blieb bis zum Saisonende vereinslos. Erst am 1. August 2006 unterzeichnete er einen neuen Vertrag beim Viertligisten Milton Keynes Dons. Nach fünf Treffern und einem vierten Tabellenplatz in der ersten Saison gewann Lloyd Dyer (43 Ligaspiele/11 Tore) mit MK Dons die Meisterschaft in der Football League Two 2007/08. Als Auszeichnung für seine guten Leistungen wurde er ins PFA Team of the Year der vierten Liga gewählt.

## Leicester City
Am 1. Juli 2008 wurde er als Neuzugang von Leicester City vorgestellt. Mit dem Zweitliga-Absteiger sicherte sich Dyer (44 Ligaspiele/10 Tore) den Meistertitel in der Football League One 2008/09. Der Aufsteiger konnte auch in der neuen Spielklasse überzeugen und erreichte als Tabellenfünfter den Play-off-Einzug, scheiterte dort jedoch vorzeitig an Cardiff City. In den beiden Folgespielzeiten fand sich Stammspieler Dyer mit seinem Team lediglich im Mittelfeld der Tabelle wieder. Erst in der Football League Championship 2012/13 erreichte Leicester City dank eines Sieges am letzten Spieltag bei Nottingham Forest wieder den Einzug in die Play-offs. Dort scheiterte der Verein jedoch im Halbfinale unter dramatischen Umständen am FC Watford.